# Гудзонова затока

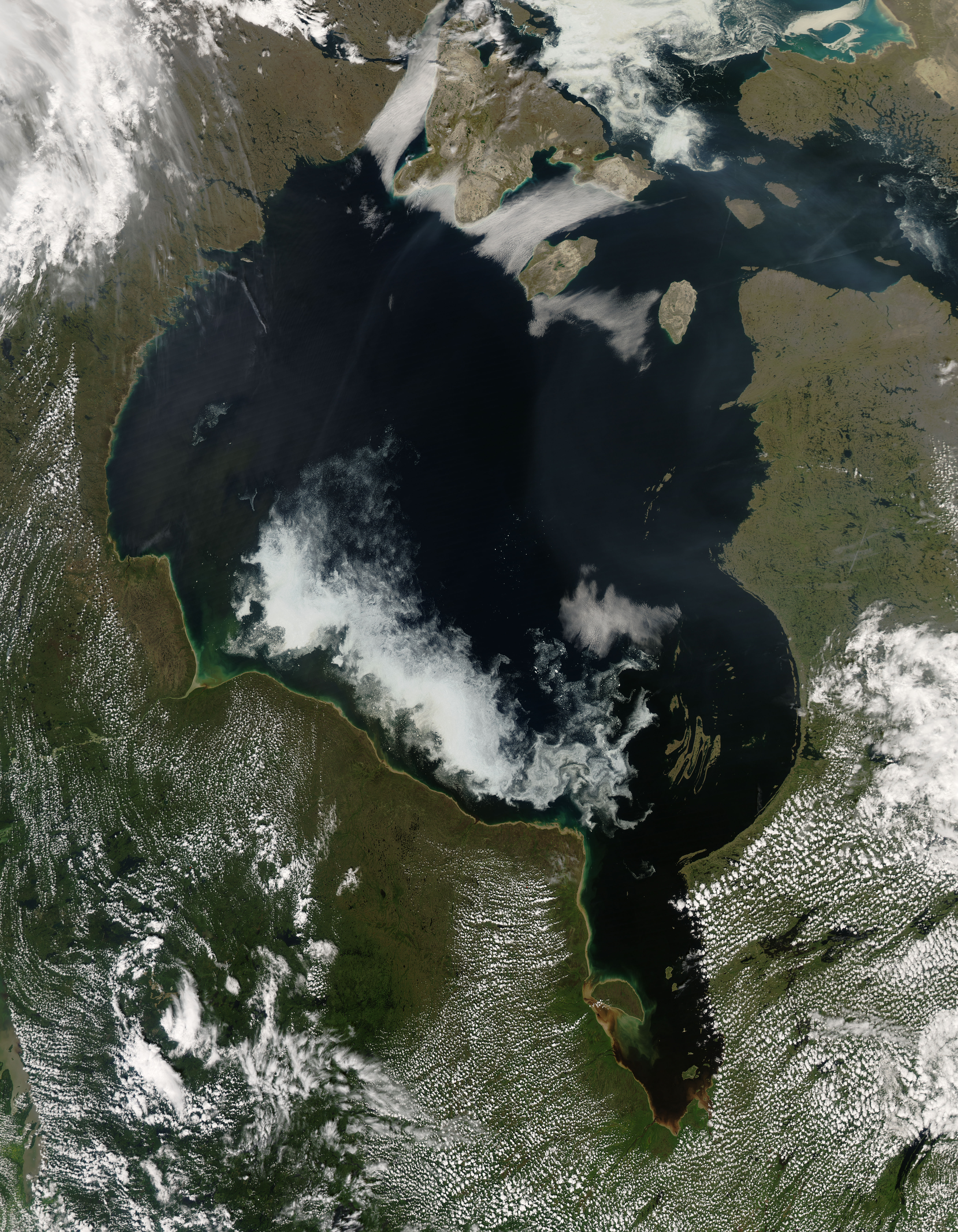
Гудзонова затока з космосу

 Гудзо́нова зато́ка  (англ. Hudson Bay, фр. baie d'Hudson інук. ᑲᖏᖅᓱᐊᓗᒃ ᐃᓗᐊ ᐐᓂᐹᒄ) — природний величезний та відносно мілководний резервуар води у північно-східній Канаді.

## Географія

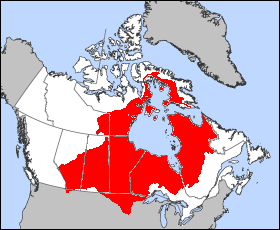
Водозбірний басейн Гудзонової затоки

Міжнародна гідрографічна організація вважає Гудзонову затоку частиною Північного Льодовитого океану, але деякі інші джерела вважають затоку частиною Атлантичного океану, не в останню чергу через те, що водообмін затоки з Атлантикою значно перевершує її водообмін з Північним Льодовитим океаном.
На півночі Гудзонова протока сполучає Гудзонову затоку з Атлантичним океаном; на її півдні — внутрішня затока Джеймс.
Води Гудзонової затоки омивають узбережжя провінцій Манітоби, Онтаріо, Квебеку та території Нунавут.
Площа поверхні затоки складає 819 000 км² або 1 240 000 км² (якщо до складу Гудзонової затоки включають Гудзонову протоку та затоки Джеймс, Фокс і Унгава). Водозбірний басейн затоки дуже великий, близько 3 861 400 км², і охоплює південно-східну частину Нунавута і Саскачевана, південну частину Альберти, більшу частину Манітоби, Онтаріо, Квебеку і навіть невелику частину американських штатів Північна Дакота, Південна Дакота, Міннесота і Монтана.

## Геологія
Затока розташована поблизу центру гравітаційної аномалії, яка була детально відображена на картах, отриманих за допомогою апарату GRACE.
Акваторія виникла в результаті затоплення низин водами гігантського льодовикового озера під час кліматичного катаклізму близько 6200 р. до н. е. Точна дата дискусійна, проте можна з упевненістю сказати, що море утворилося за деякий час до велетенського скандинавського зсуву Стурегга
.
У південно-східній частині імовірно знаходиться ударний метеоритний кратер діаметром 443 км 
.
Гіпотетична східна кромка цього кратеру - майже ідеальної форми дуга Настапока, а центр має знаходитися у районі архіпелагу Белчер. 
Західне узбережжя низинне і рівне на північ аж до Арвіату, далі стаючи все більш порізаним і скелястим; найглибше вдаються в сушу затоки Честерфілд та Ранкін.
Морське дно в районі затоки зазнає ізостатичне підняття, здіймаючись зі швидкістю приблизно 60 см на 100 років і все більше оголюючись.

## Історія
Затоку названо на честь британського дослідника Генрі Гудзона (англ. Henry Hudson), який в 1610 досліджував її узбережжя на шхуні «Діскавері» (англ. Discovery), екіпаж якого вчинив бунт 12 липня 1611 після довгої зими на кризі, що захопила корабель.
У роках 1668-1669 корабель «Нонсач» (англ. Nonsuch) повернувся з Англії в Гудзонову затоку: саме тоді й почалася жвава торгівля хутром факторією, яка згодом переросла у Компанію Гудзонової затоки.

## Межі затоки
Міжнародна гідрографічна організація так визначає межі Гудзонової затоки::
- На півночі: Лінія від мису Нувук (62°21′ пн. ш. 78°06′ зх. д. / 62.350° пн. ш. 78.100° зх. д.) до мису Лейсон, що є південно-східною точкою острова Саутгемптон , південним і західним берегом острова до його північного краю, звідти лінія до мису Біч (66°03′ пн. ш. 86°06′ зх. д. / 66.050° пн. ш. 86.100° зх. д.) на материку.

## Острови
У Гудзоновій затоці багато островів, які переважно розташовані біля східного узбережжя. Всі острова Гудзонової затоки, як і острови в затоці Джеймс, є частиною території Нунавут, хоча права на деякі з них оскаржуються народом крі.
Найбільші острови: Котс і Мансел та Акіміски і Чарлтон у затоці Джеймс. У Гудзоновій затоці також розташовані архіпелаг Белчер (англ. Belcher Islands) та острови Оттава.

## Клімат
Акваторія затоки лежить в субарктичному кліматичному поясі, південна (затока Джарвіс) — помірному кліматичному поясі. Влітку переважають помірні повітряні маси, взимку — полярні. Чітко відстежується сезонна зміна переважаючих вітрів. Досить великі річні амплітуди температури повітря. Зустрічається багато морської криги. Прохолодне сире літо з частими туманами; досить вітряна волога зима. На півдні панують помірні повітряні маси, переважає західний перенос. Значні сезонні коливання температури повітря. Цілий рік переважає циклонічна діяльність, погода мінлива, часті шторми, влітку тумани.

## Біологія
Акваторія затоки утворює окремий екорегіон Гудзоновий комплекс арктичної зоогеографічної провінції. У зоогеографічному відношенні донна фауна континентального шельфу й острівних мілин до глибини 200 м відноситься до арктичної циркумполярної області арктичної зони.
Води Гудзонової затоки містять велику кількість розчинених поживних речовин, тому одноклітинні водорості швидко ростуть у верхніх, освітлених шарах води. Дрібні ракоподібні, як і безхребетні, що мешкають на дні, служать джерелом їжі для молюсків, морських їжаків і морських зірок.
Серед риб, що мешкають у затоці, можна назвати полярну камбалу, тріску, палтуса та лосося, мігруючого в озера і річки на нерест. Кільчасті нерпи, бородаті тюлені та гренландські лисуни населяють райони, де є ділянки чистої води. Моржі, дельфіни і косатки живуть в північній частині затоки, а білі ведмеді мігрують взимку з півночі, щоб полювати на тюленів на льоду. 
Близько 200 видів птахів збираються на узбережжі та на островах; до них належать качки, мартини, гаги, гагари, гуски білі, лебеді, кулики, снігові сови і круки. На берегах затоки зустрічаються такі травоїдні ссавці, як карибу і вівцебики, також тут водяться хутрові звірі.